# Festival des 3 Continents 1990
Le Festival des 3 Continents 1990, 12e édition du festival, s'est déroulé du 20 au 27 novembre 1990.

## Déroulement et faits marquants
Outre la compétition, la 12e édition du festival propose des hommages au directeur de la photographie mexicain Gabriel Figueroa et à l'actrice japonaise Ayako Wakao, et un panorama du cinéma iranien.

## Jury
- John Demos : photographe grec
- Philippe Faucon : réalisateur français
- Dominique Hennequin : ingénieur du son français
- Lea Massari : actrice italienne
- Gabriel Matzneff : écrivain français
- Igor Minaiev : réalisateur russe
- Joaquim Pinto : réalisateur portugais

## Sélection

### En compétition
| Titre                            | Réalisation        | Pays         |
| -------------------------------- | ------------------ | ------------ |
| Effleurement                     | Amanjol Aïtouarov  | Kazakhstan   |
| Eux comme nous                   | Park Kwang-su      | Corée du Sud |
| Il se passe quelque chose dehors | Pepe Maldonado     | Chili        |
| L'Histoire d’un gangster         | Yeh Hung-Wei       | Taïwan       |
| Le Bal des laissés pour compte   | Gonzalo Justiniano | Chili        |
| Le Ciel est mon toit             | Slamet Rahardjo    | Indonésie    |
| Nazar                            | Mani Kaul          | Inde         |
| Troupe de cirque ambulant        | Việt Linh          | Viêt Nam     |
| Untamagiru                       | Gō Takamine        | Japon        |

### Autres programmations
- Hommages à Gabriel Figueroa et Ayako Wakao
- Panorama du cinéma iranien

## Palmarès
- Montgolfière d'or : Untamagiru de Gō Takamine
- Prix spécial du jury : Eux comme nous de Park Kwang-su
- Prix d'interprétation féminine : Shim Hye-jin dans Eux comme nous
- Prix du public : Effleurement de Amanjol Aïtouarov[1]